# PKP řada Ok22

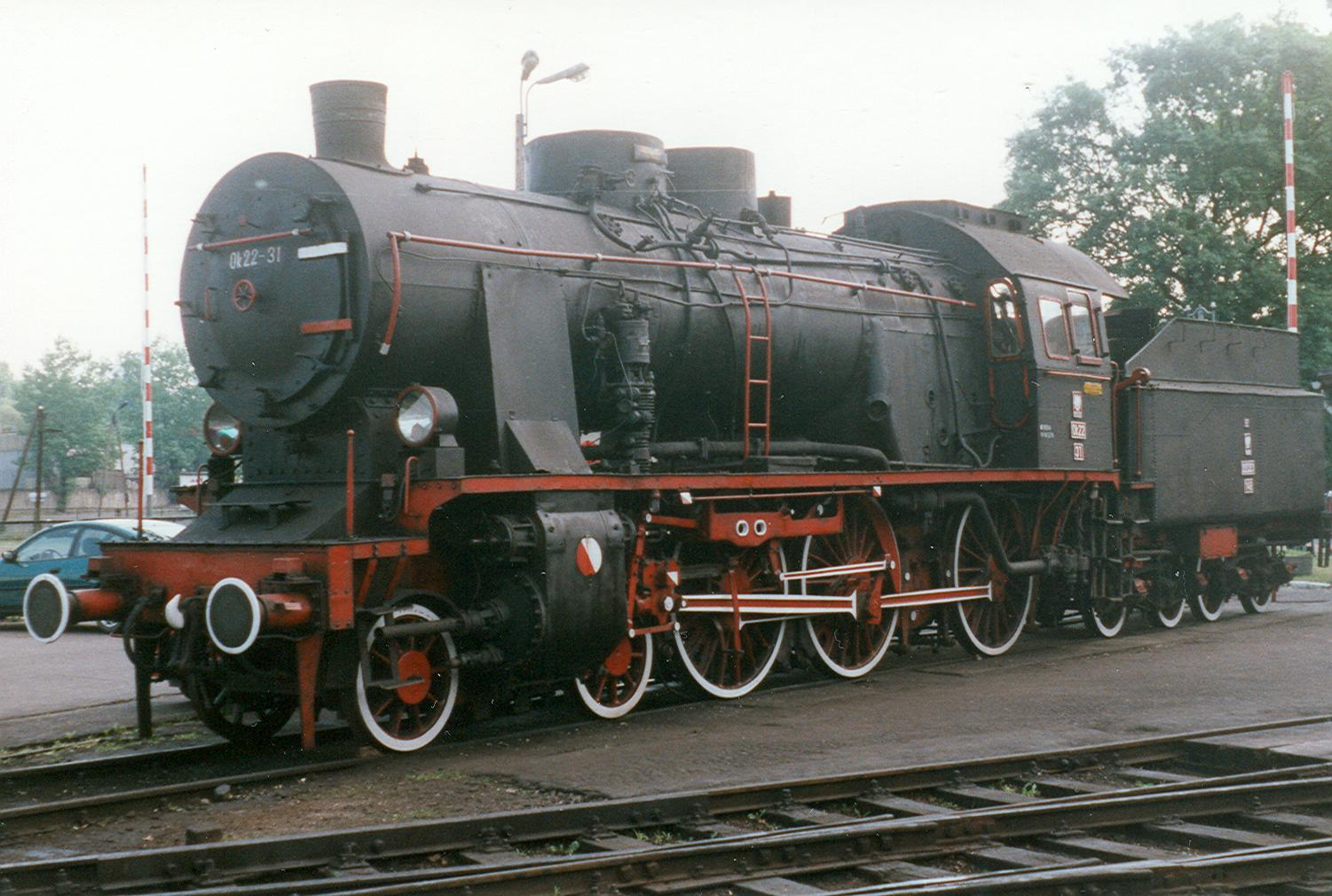
Lokomotiva Ok22-31

Řada Ok22 je řada polských parních lokomotiv pro osobní dopravu. Její pojezd odpovídá pruské řadě P 8, má však zejména výkonnější a výše uložený kotel. Prvních 5 lokomotiv dodala v roce 1923 německá firma Hanomag, dalších 185 dodávala od roku 1928 lokomotivka Fablok v Chrzanowě.

## Ok55
V roce 1952 byl dvěma strojům dosazen kotel z amerických lokomotiv ř. Tr203 a byly přeznačeny na řadu Ok55. V roce 1959 k nim přibyl ještě trřetí exemplář. Roku 1970 byly lokomotivy přeznačeny zpět na řadu Ok22.